# Oddworld: Abe's Oddysee
Oddworld: Abe's Oddysee — відеогра, розроблена студією Oddworld Inhabitants. Гра випущена в 1997 році для Sony PlayStation, DOS і Windows. Гра завоювала багато нагород. Є першою частиною з так званої Oddworld Pentalogy, яка мала включати 5 частин (в рамках пенталогії також вийшли Oddworld: Abe's Exoddus, Oddworld: Munch's Oddysee та Oddworld: Stranger's Wrath).

## Сюжет
Гра починається з того, що у зв'язку з кризовим станом RuptureFarms, директор Моллак вирішує налагодити випуск нових м'ясних закусок Tasty Treats з мудоконів — фабричних рабів. Про це дізнається один з рабів — головний герой Ейб, який відразу ж вирішує втікати, дорогою рятуючи від переробки на консерви своїх земляків.